# Tangled Lives
Tangled Lives é um filme de curta-metragem mudo estadunidense de 1917, do gênero drama, dirigido por J. Gordon Edwards para a Fox Film Corporation, com roteiro de Mary Murillo baseado no romance Woman in White, de Wilkie Collins, publicado em Londres em 1860.. 
Estrelado por Genevieve Hamper e Robert B. Mantell, Tangled Lives é atualmente considerado perdido.